# 33165 Joschhambsch
33165 Joschhambsch è un asteroide della fascia principale. Scoperto nel 1998, presenta un'orbita caratterizzata da un semiasse maggiore pari a 3,1850688 au e da un'eccentricità di 0,2515678, inclinata di 2,19233° rispetto all'eclittica.
L'asteroide è dedicato all'astronomo belga Franz-Josef Hambsch, detto Josch.